# Kenneth Brylle
Kenneth Brylle (Copenague, Dinamarca, 22 de mayo de 1959) es un exfutbolista y entrenador de fútbol de Dinamarca que jugaba en la posición de delantero centro. Desde 2011 es reclutador para el Club Brujas de Bélgica.

## Carrera

### Club
| Periodo   | Club                      |
| --------- | ------------------------- |
| 1976-1978 | Hvidovre IF               |
| 1978–1979 | Vejle Boldklub            |
| 1979–1984 | RSC Anderlecht            |
| 1984–1985 | PSV Eindhoven             |
| 1985–1986 | Olympique Marseille       |
| 1986–1989 | Club Brugge               |
| 1986–1987 | → CE Sabadell FC (cedido) |
| 1989–1991 | K Beerschot VAC           |
| 1991–1992 | Lierse SK                 |
| 1992–1993 | Royal Knokke FC           |

### Selección nacional
Estuvo en el proceso de selecciones nacionales de Dinamarca desde la categoría sub-19. Jugó para Dinamarca en 16 ocasiones de 1980 a 1988 y anotó dos goles; participó en la Eurocopa 1984.

### Entrenador
| Periodo   | Club                |
| --------- | ------------------- |
| 1998–2001 | Royal Knokke FC     |
| 2001–2003 | KV Oostende         |
| 2003–2005 | KV Eendracht Aalter |
| 2006–2008 | White Star Lauwe    |
| 2008      | KSC Wielsbeke       |
| 2009–2010 | Hvidovre IF         |

## Logros

### Club
- Belgian First Division: 1980–81, 1987-88
- UEFA Cup: 1982–83
- Jules Pappaert Cup: 1983[3]
- Supercopa de Bélgica: 1987, 1988

### Individual
- Goleador de la Copa de la UEFA 1987-88 (6 goles)[4]